# Sector 1 (Bucarest)
El Sector 1 es uno de los seis sectores que componen la ciudad rumana de Bucarest, la capital del país. Este incluye la parte más septentrional de la zona centro de la ciudad, así como la zona noroeste de la misma. Es el sector más dinámico y pujante de Bucarest.
Dentro del Sector 1 están incluidos los siguientes distritos: Dorobanţi, Băneasa, Aviaţiei, Pipera, Aviatorilor, Primăverii, Romană, Victoriei, Herăstrău Park, Bucureştii Noi, Dămăroaia, Strǎuleşti, Griviţa, 1 Mai, Băneasa Forest, Pajura, Domenii y una pequeña parte de Giuleşti (concretamente, la parte en la que se ubica el Estadio Giuleşti).
El alcalde del sector es Andrei Ioan Chiliman, del Partido Nacional Liberal de Rumanía. El Ayuntamiento del Sector 1 tiene 27 escaños, de los cuales la distribución actual es la siguiente:
- Partido Nacional Liberal: 12 escaños
- Partido Demócrata: 7 escaños
- Partido Socialdemócrata: 5 escaños
- Partido de la Gran Rumanía: 2 escaños
- Partido Independiente: 1 escaño

- Datos: Q2162427
- Multimedia: Sector 1 (Bucharest) / Q2162427